# Isaak Levitán
Isaak Ilich Levitán (en ruso: Исаак Ильич Левитан) (Kybartai, 1861 - Moscú, actual Rusia, 1900) fue un pintor ruso de religion judia que perteneció a los Peredvízhniki. Expresó en sus paisajes la belleza de la región del Volga.

## Biografía
Su padre Elyashiv Levitán fue un humilde profesor de idiomas y traductor que, sin embargo, se mudó en 1870 a Moscú para permitirle a su hijo que estudiara en la Academia. Egresó a los 19 años y pintó su primer cuadro: Paisaje en Otoño (1880) que fue comprado por el célebre coleccionista Pável Mijáilovich Tretiakov, con quien luego Isaak entablara una amistad. Tretiakov le otorgó una beca para estudiar en París. Fue esta la única vez que Levitán salió de Rusia. En su viaje conoció las obras del magnífico paisajista realista Jean-Baptiste Camille Corot, antecesor del impresionismo y maestro de otro artista como  Camille Jacob Pissarro, famoso impresionista francés. Volvió a Rusia y desarrolló su carrera como pintor. A los 37 años el artista fue nombrado miembro de la Academia Imperial de las Artes y director del departamento de pintura de paisajes.
La amistad, el aprecio y la admiración fue mutua con el escritor Antón Chéjov.
Isaak Ilich Levitán murió a los 39 años por una enfermedad pulmonar. El llamado "pintor-poeta" dejó un legado de miles de telas.

## Estilo
Cuando joven, Levitán recibió una notable influencia de Corot, la cual supo trasladar con profundo sentimiento telúrico al paisaje y la idiosincrasia rusos. Al regreso a su país comenzó a trabajar febrilmente y muchos se atrevieron a asegurar que nadie pudo sentir el alma del paisaje de Rusia como lo hizo Levitán, quien sólo cultivó ese género pictórico. Actualmente se lo considera en la cima de la pintura de paisaje rusa del siglo XIX porque, además, en su pintura al aire libre captó con pincelada ligera y admirable realismo las sutiles gradaciones de la espesa luz solar y las finas capas de color de las sombras.

### Galería

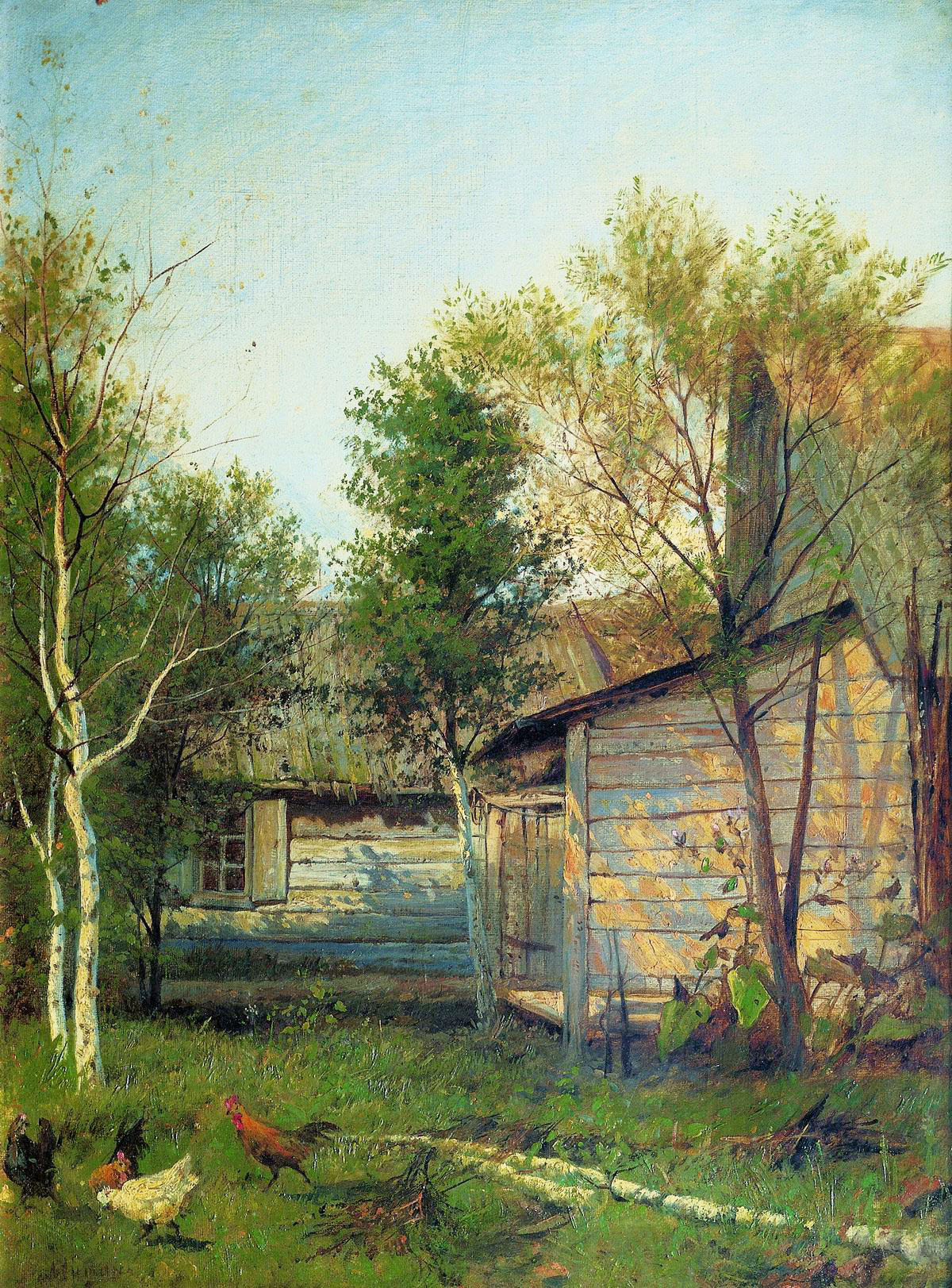
Día Soleado, 1876
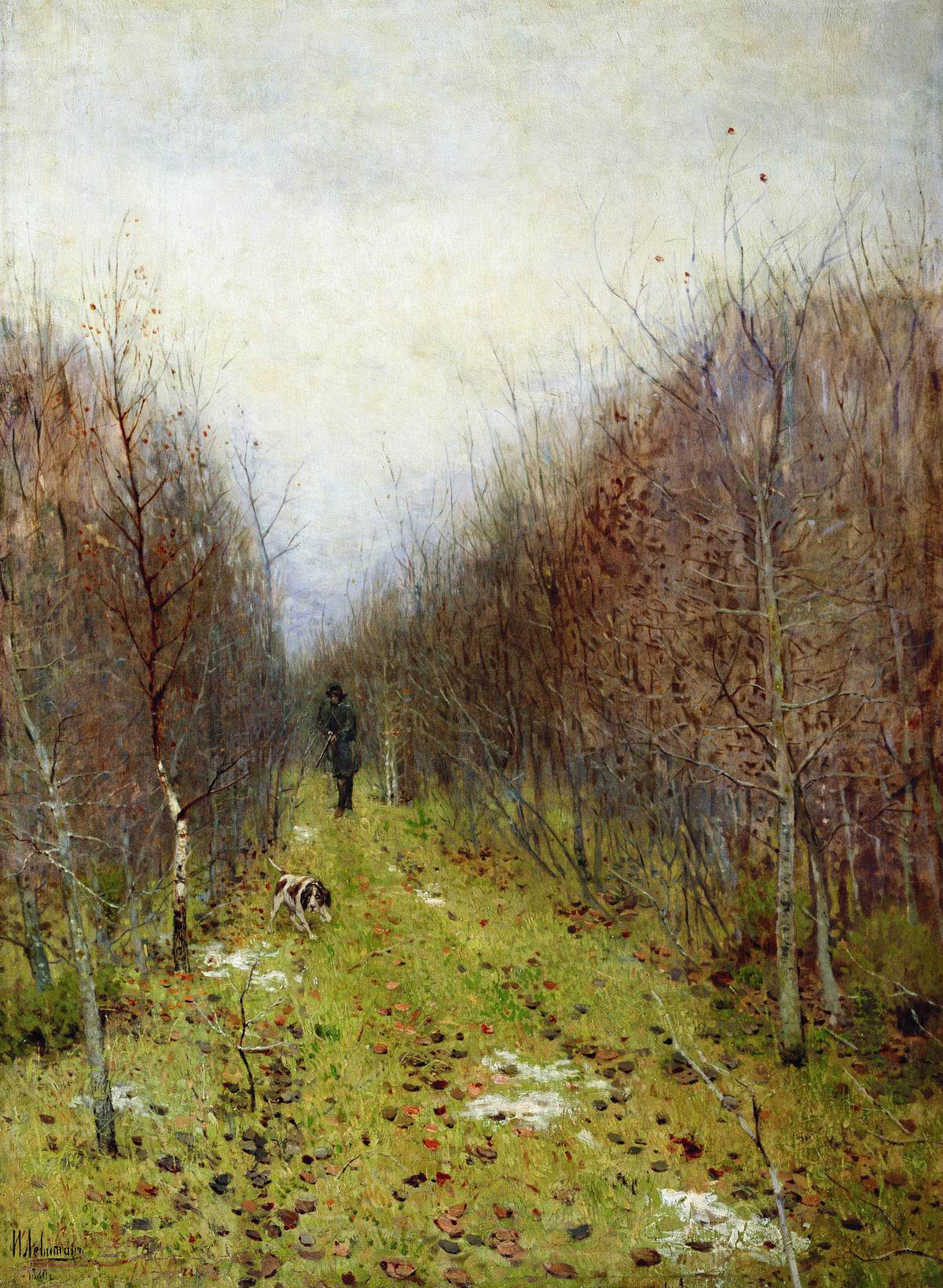
Paisaje en Otoño, 1880
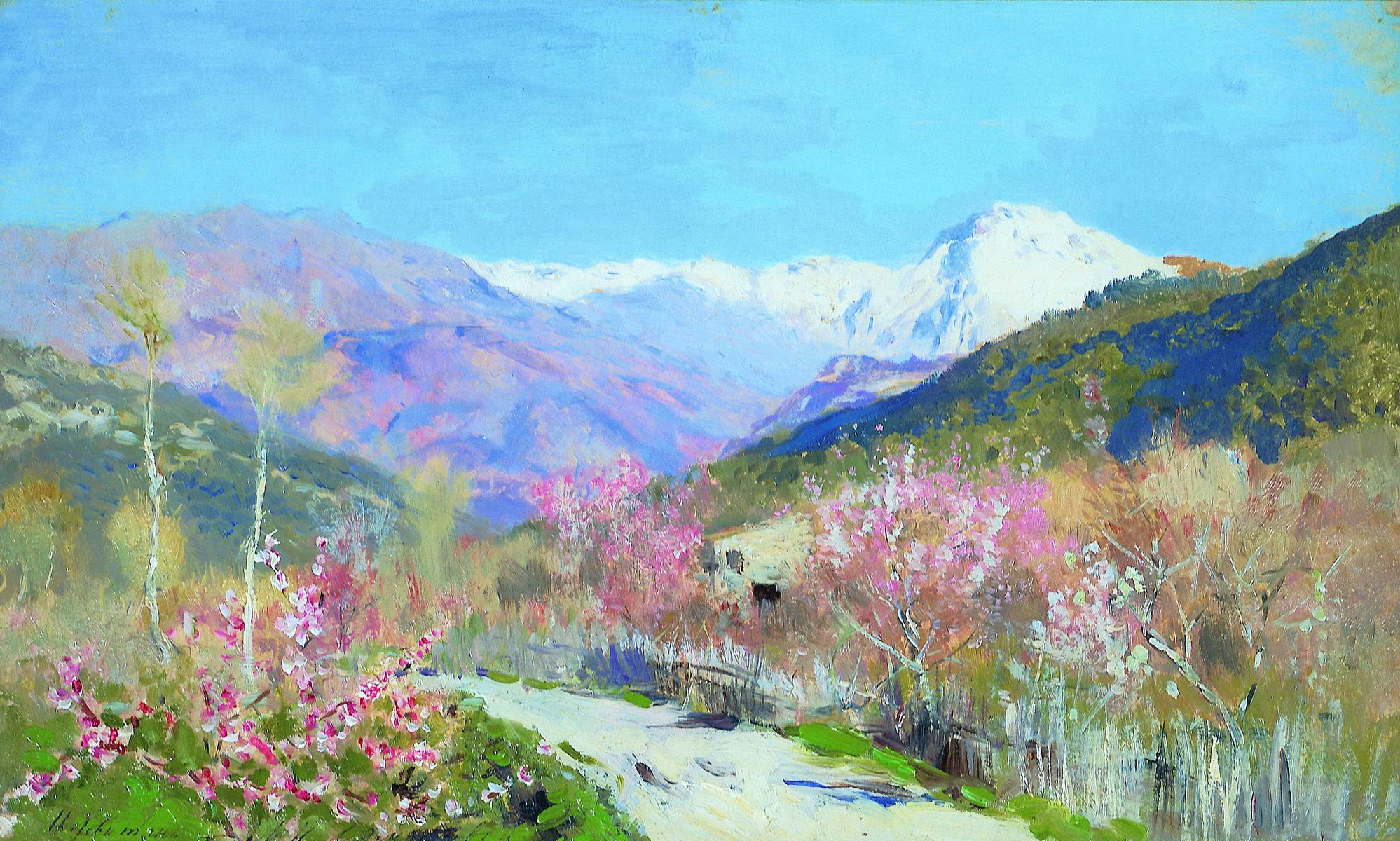
Primavera en Italia
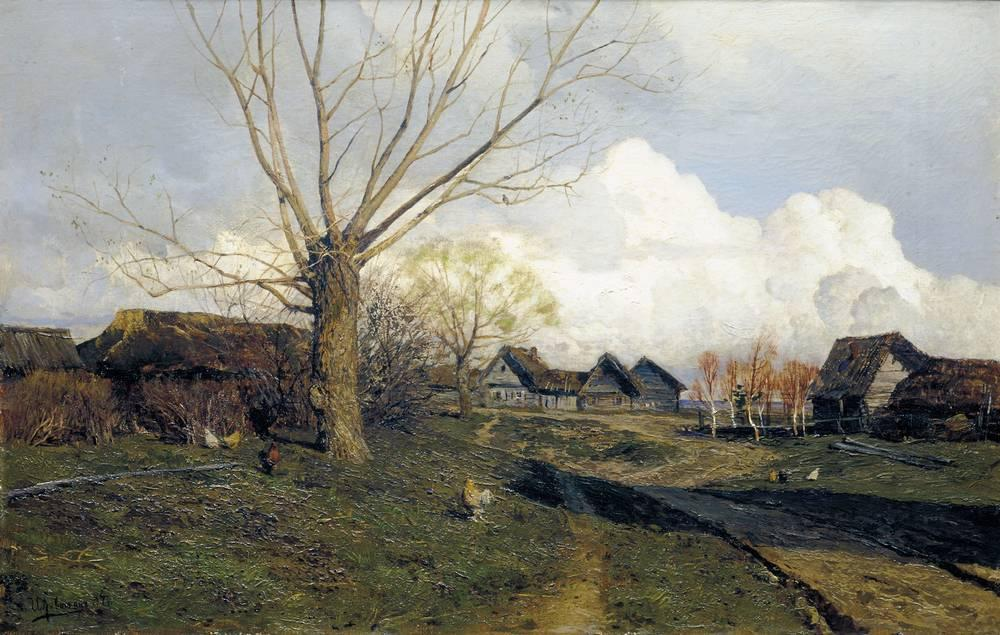
Sávvinskaya slobodá, arrabal de Zvenígorod. 1884
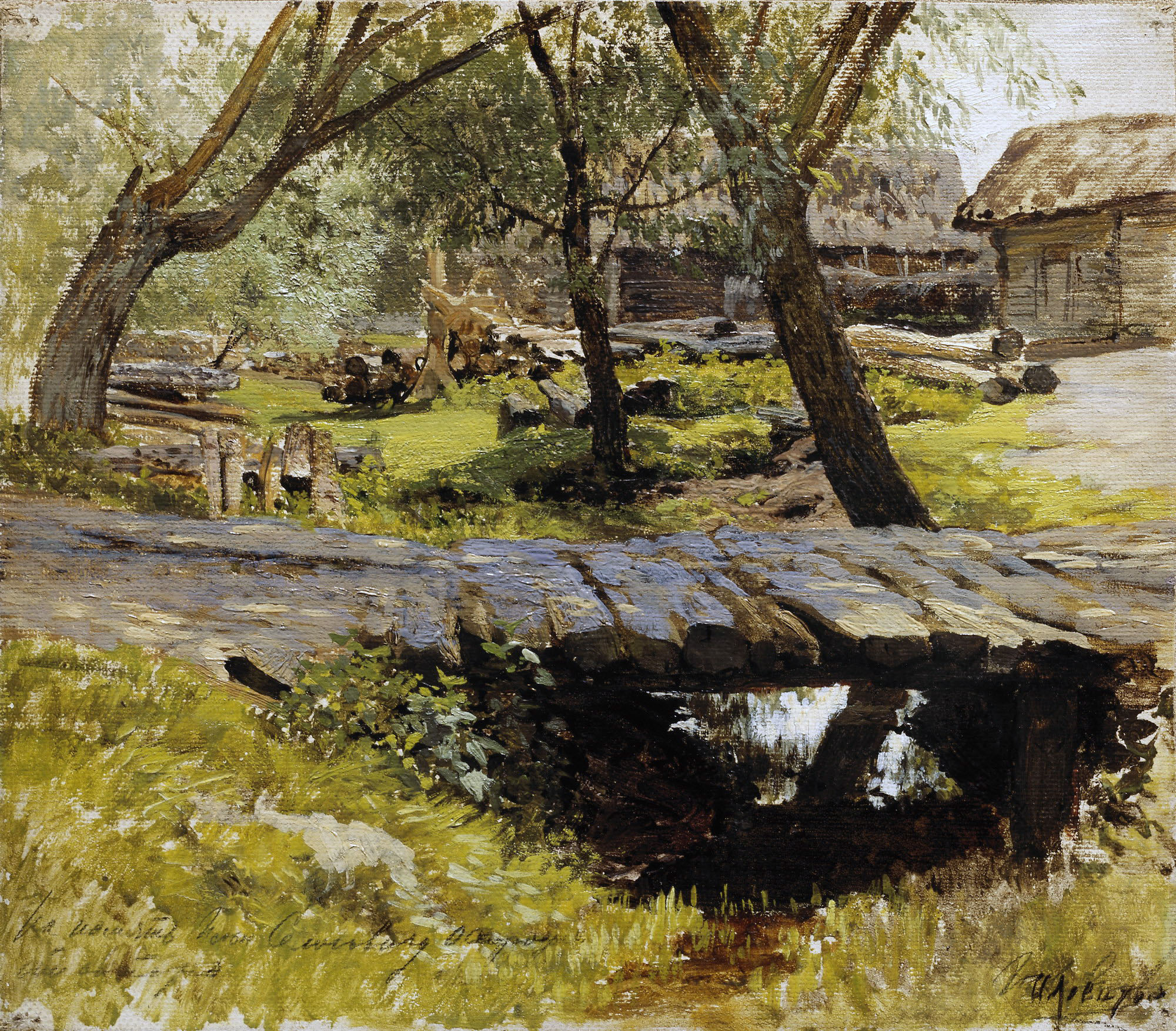
Puente en Sávvinskaya slobodá.
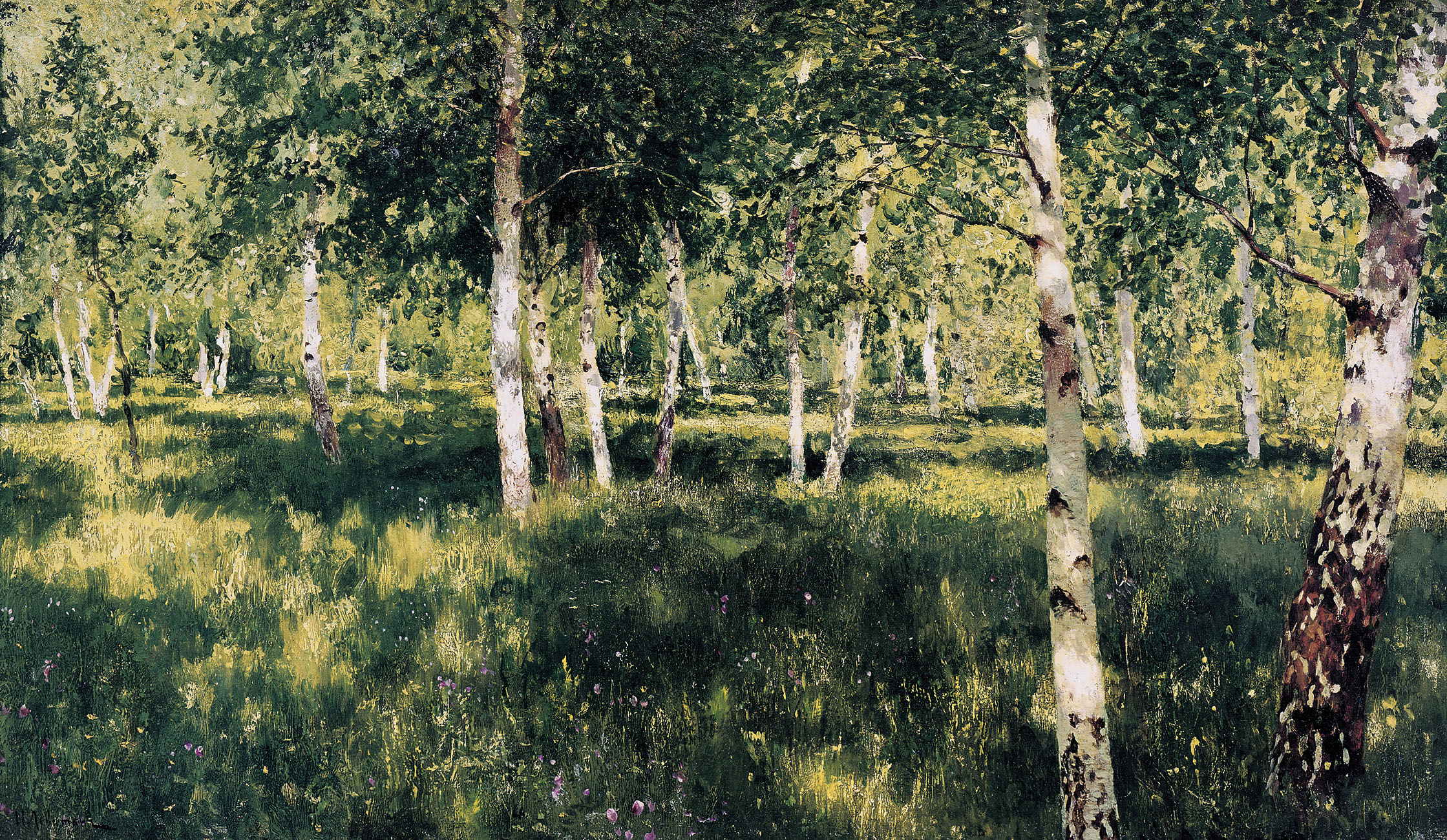
Bosque de abedules, 1885-1889
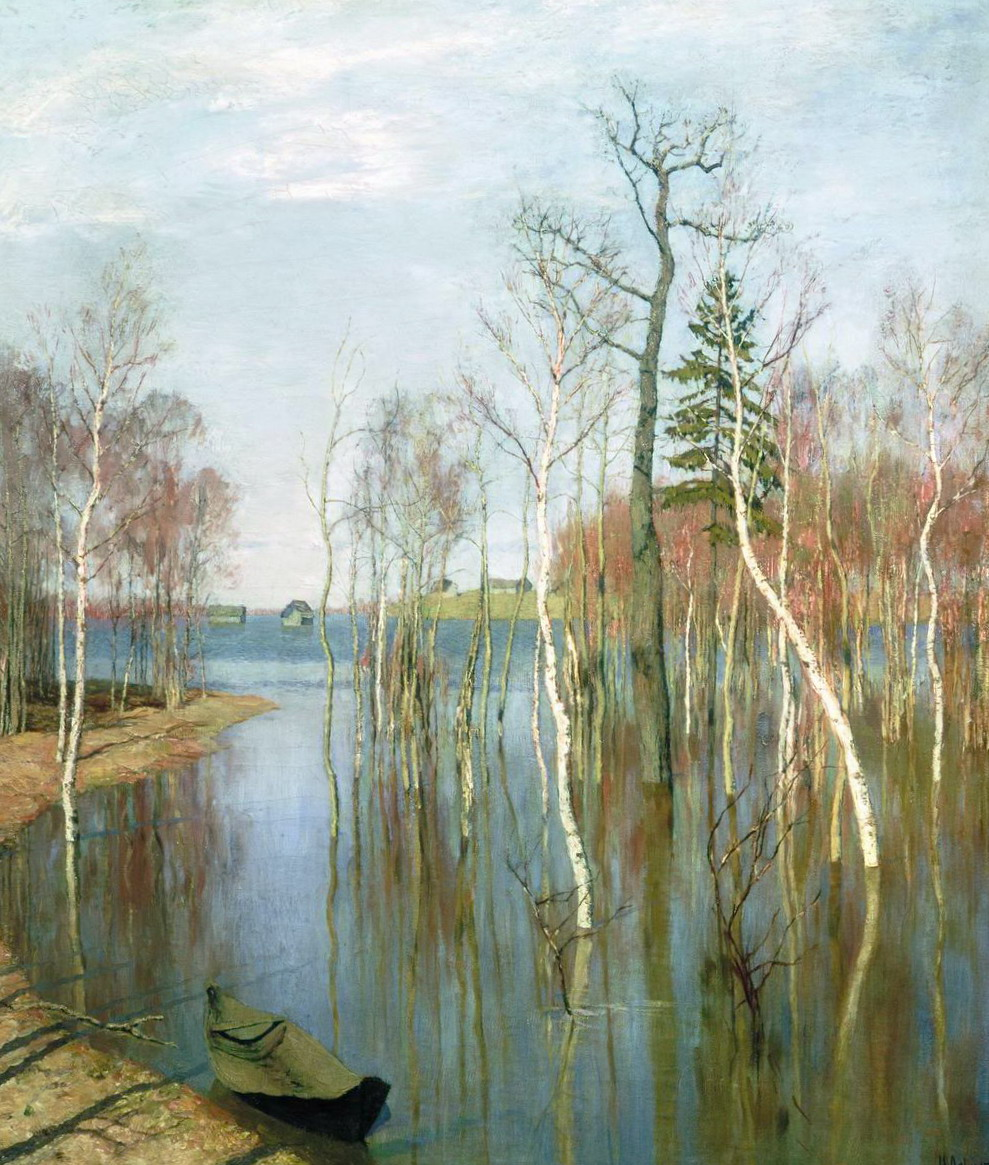
Primavera, deshielo
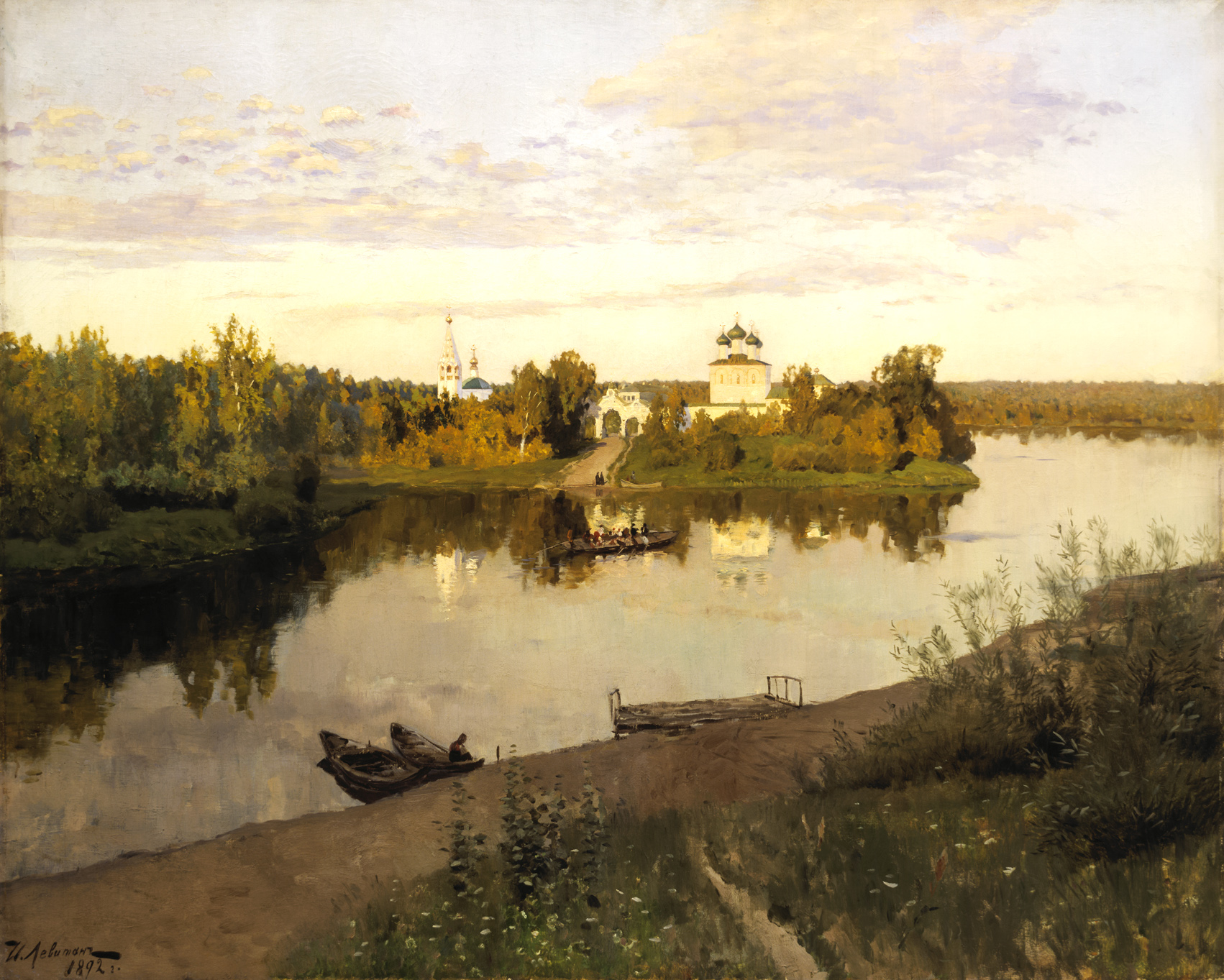
Campanadas al atardecer, 1892
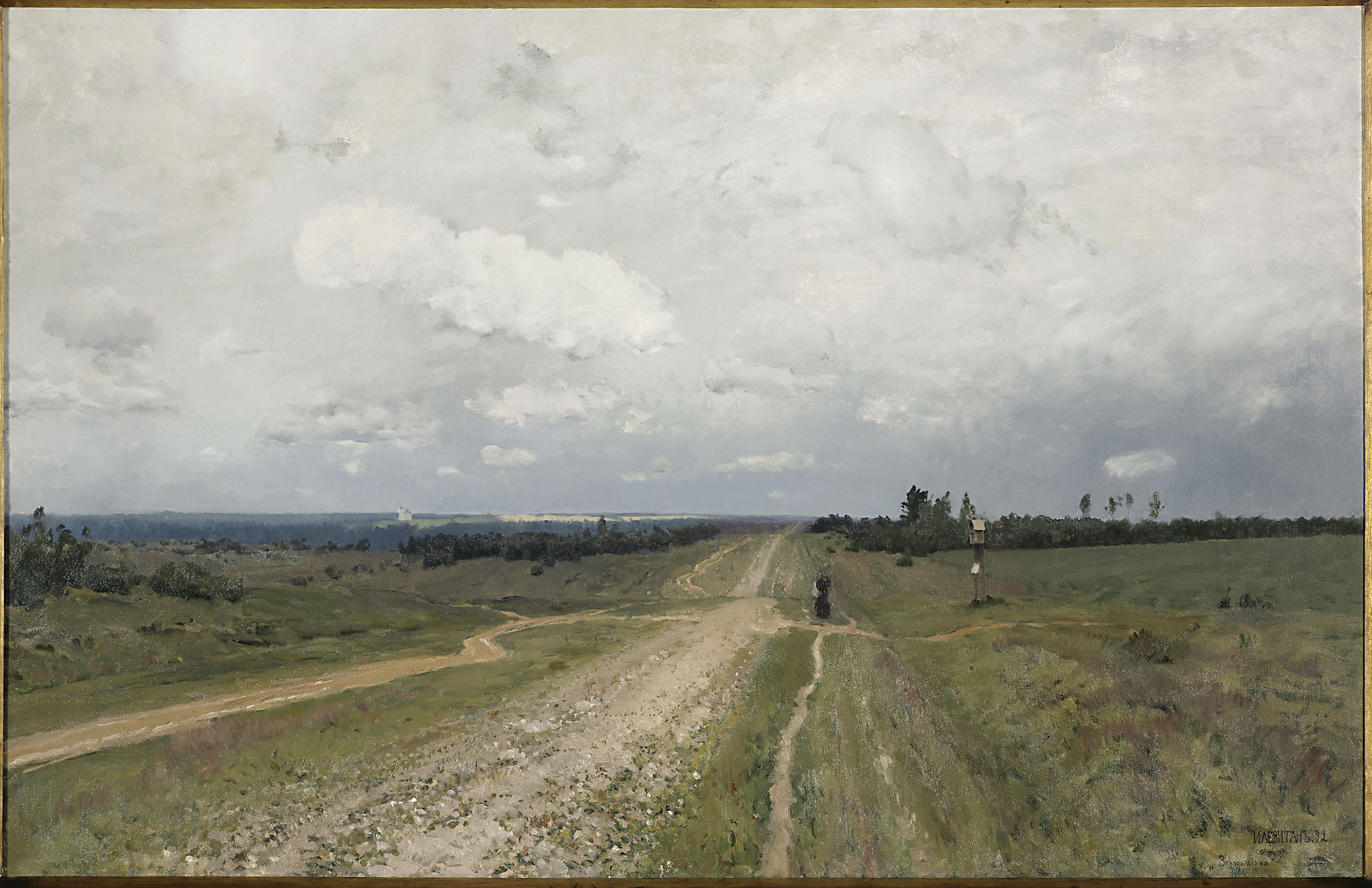
Vladímirka (camino de Moscú a Vladímir), 1892
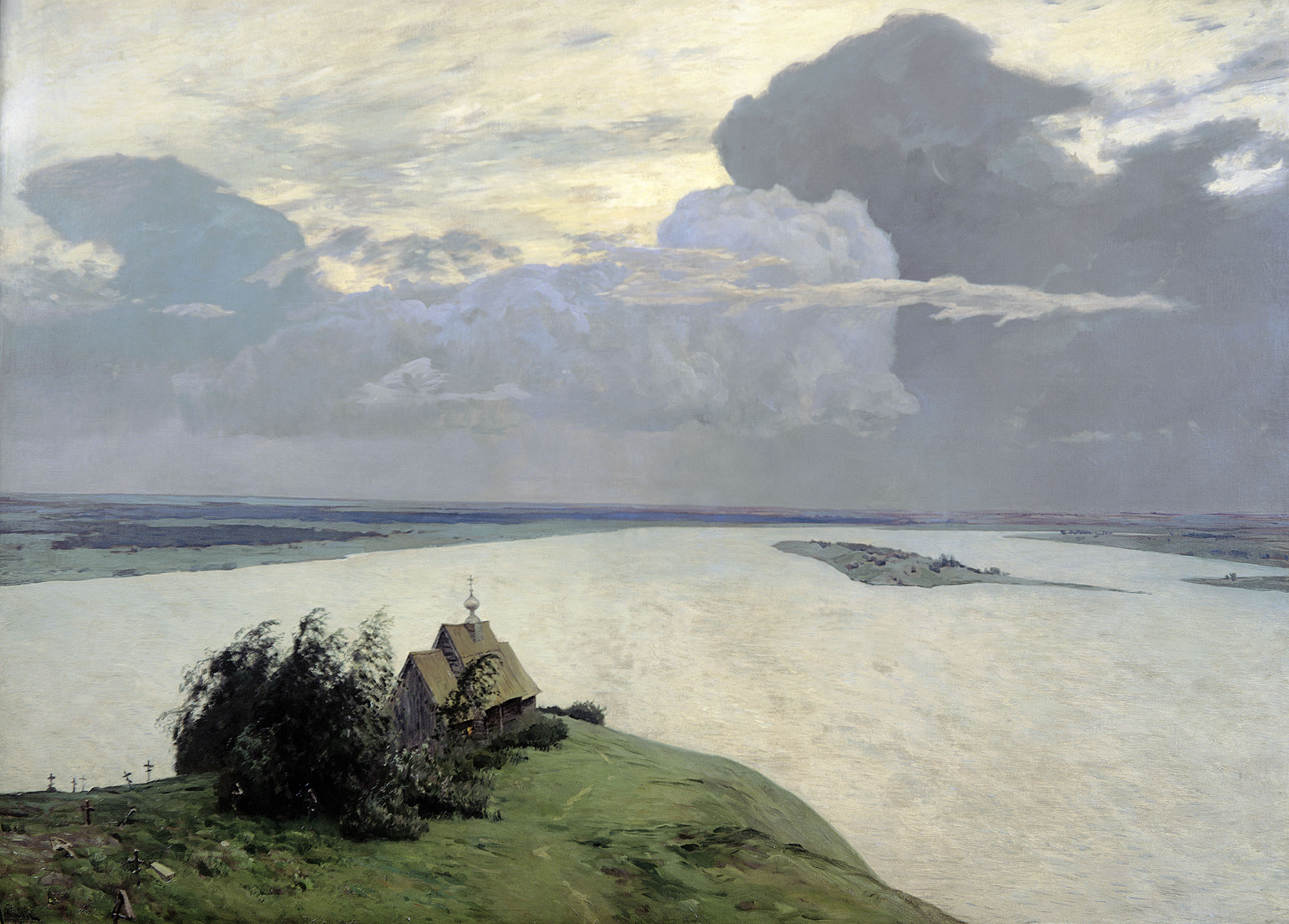
Sobre la paz eterna, 1894
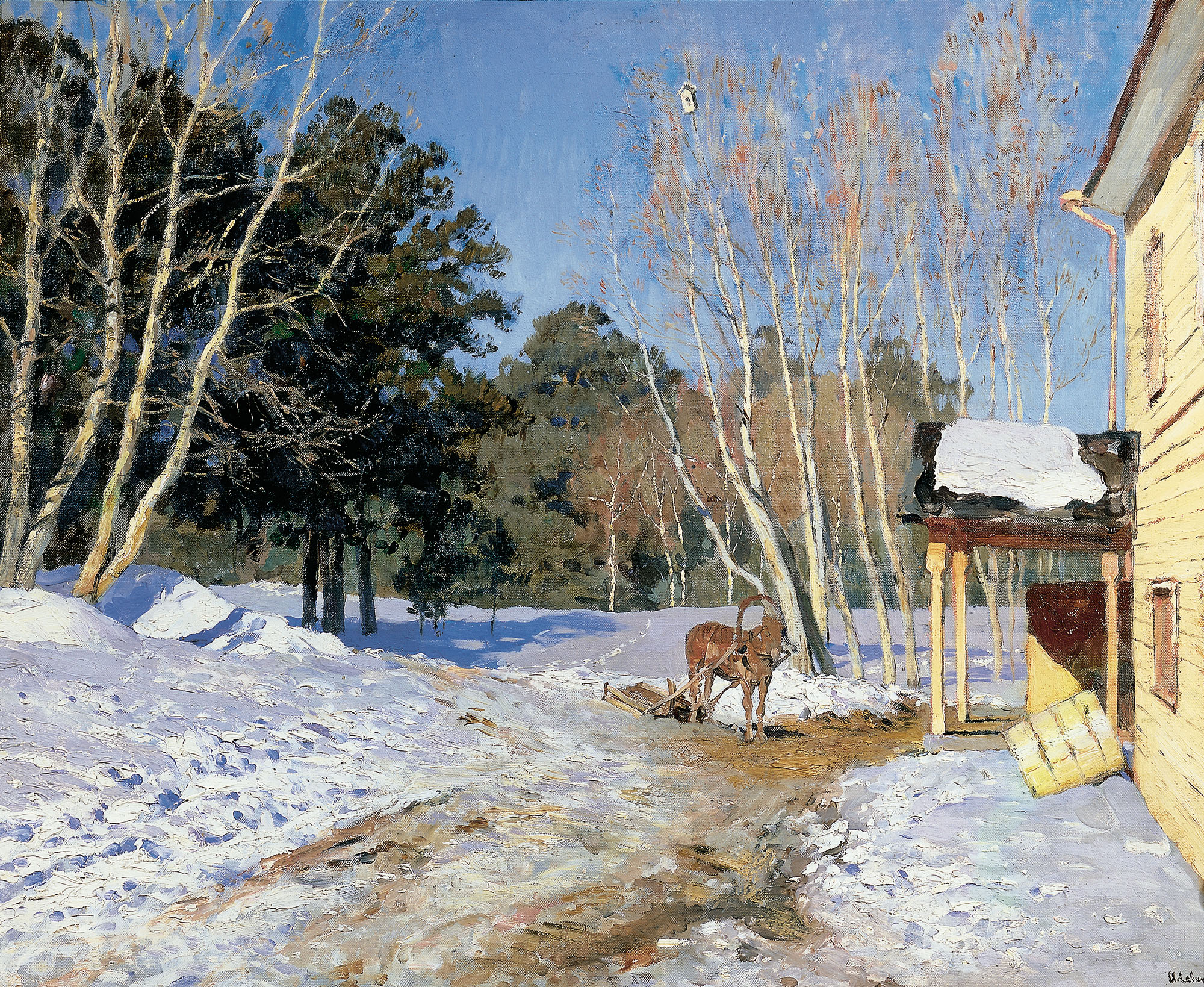
Marzo, 1895
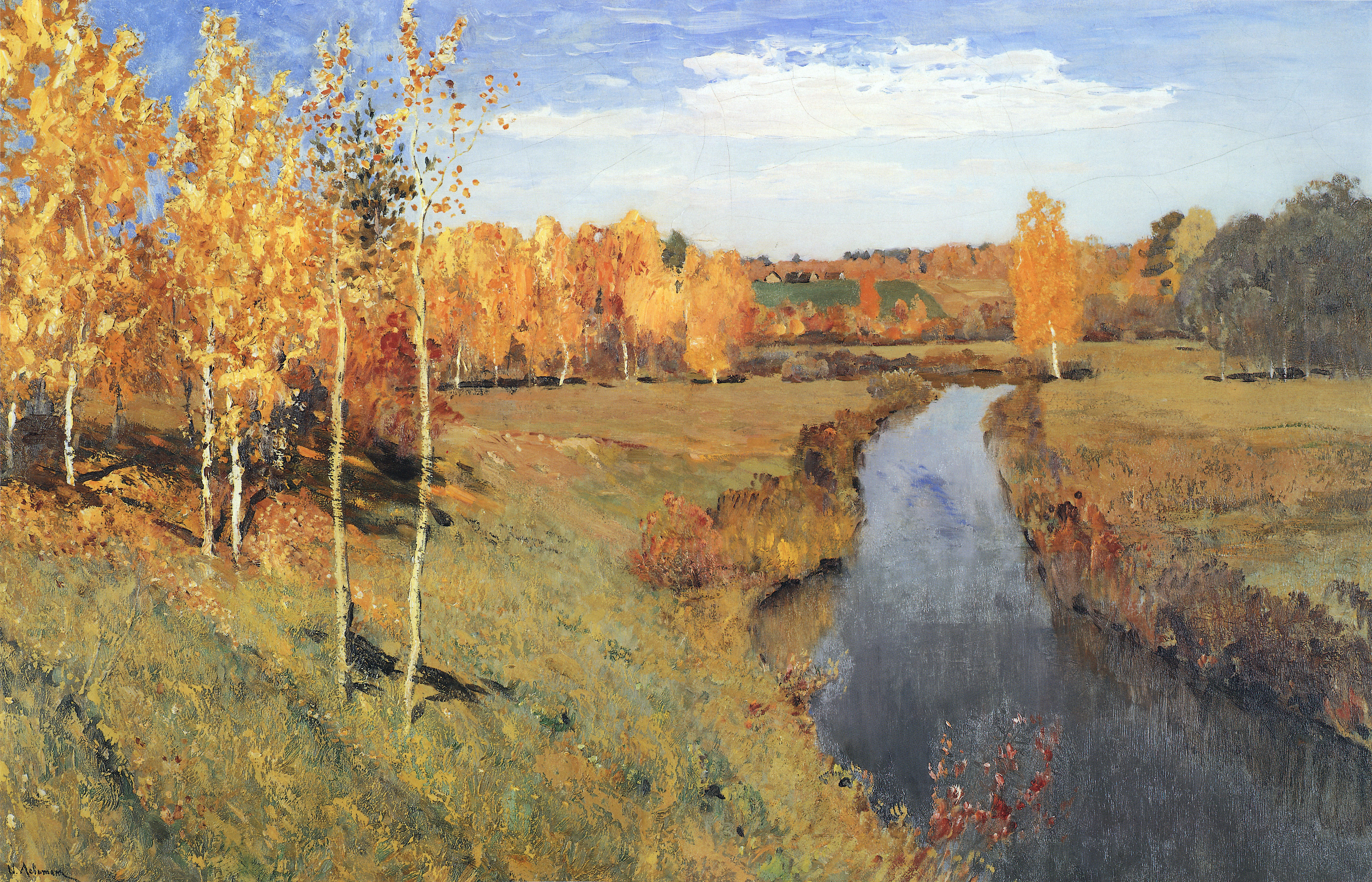
Otoño dorado, 1895
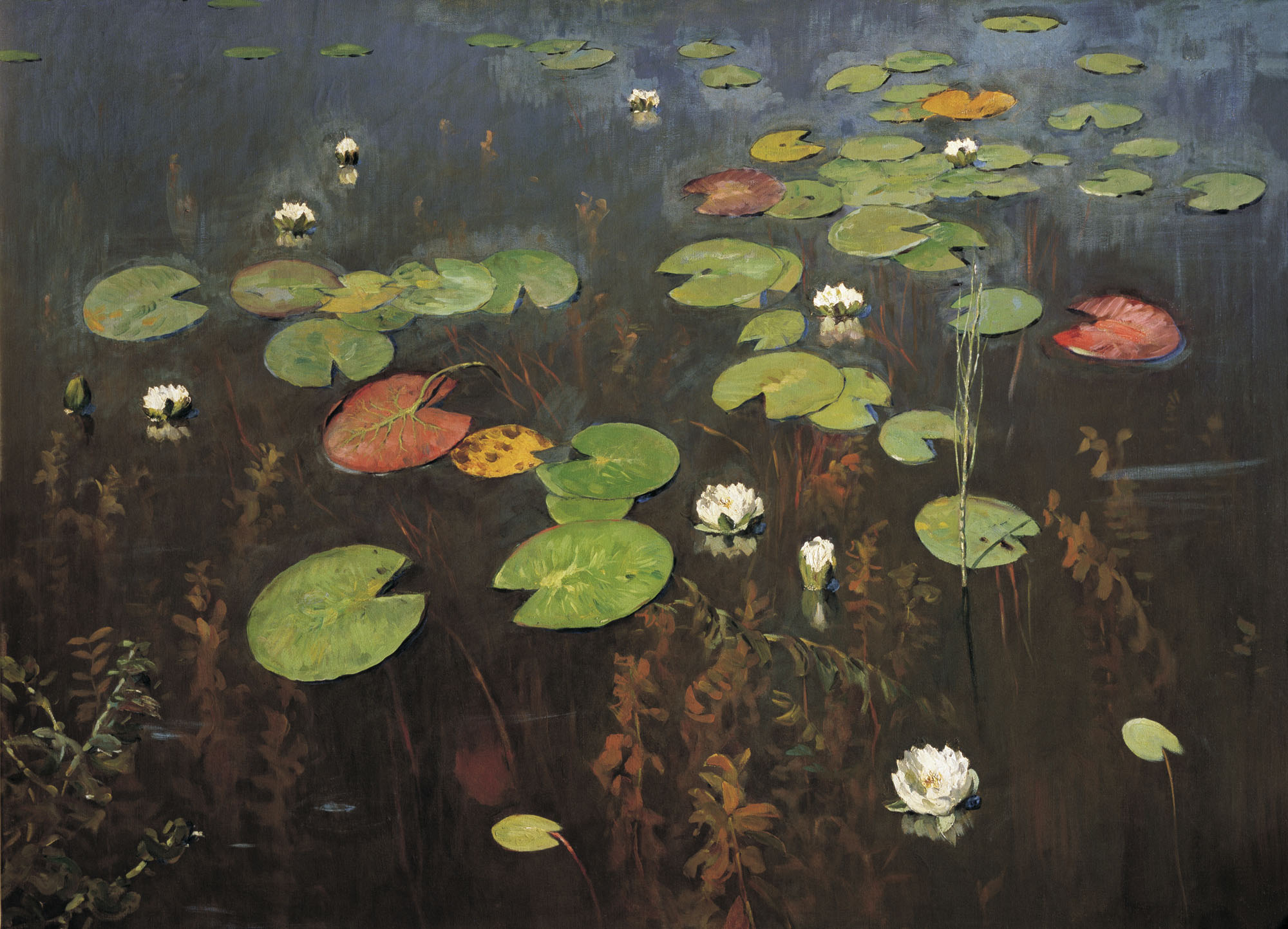
Nenúfares, 1895
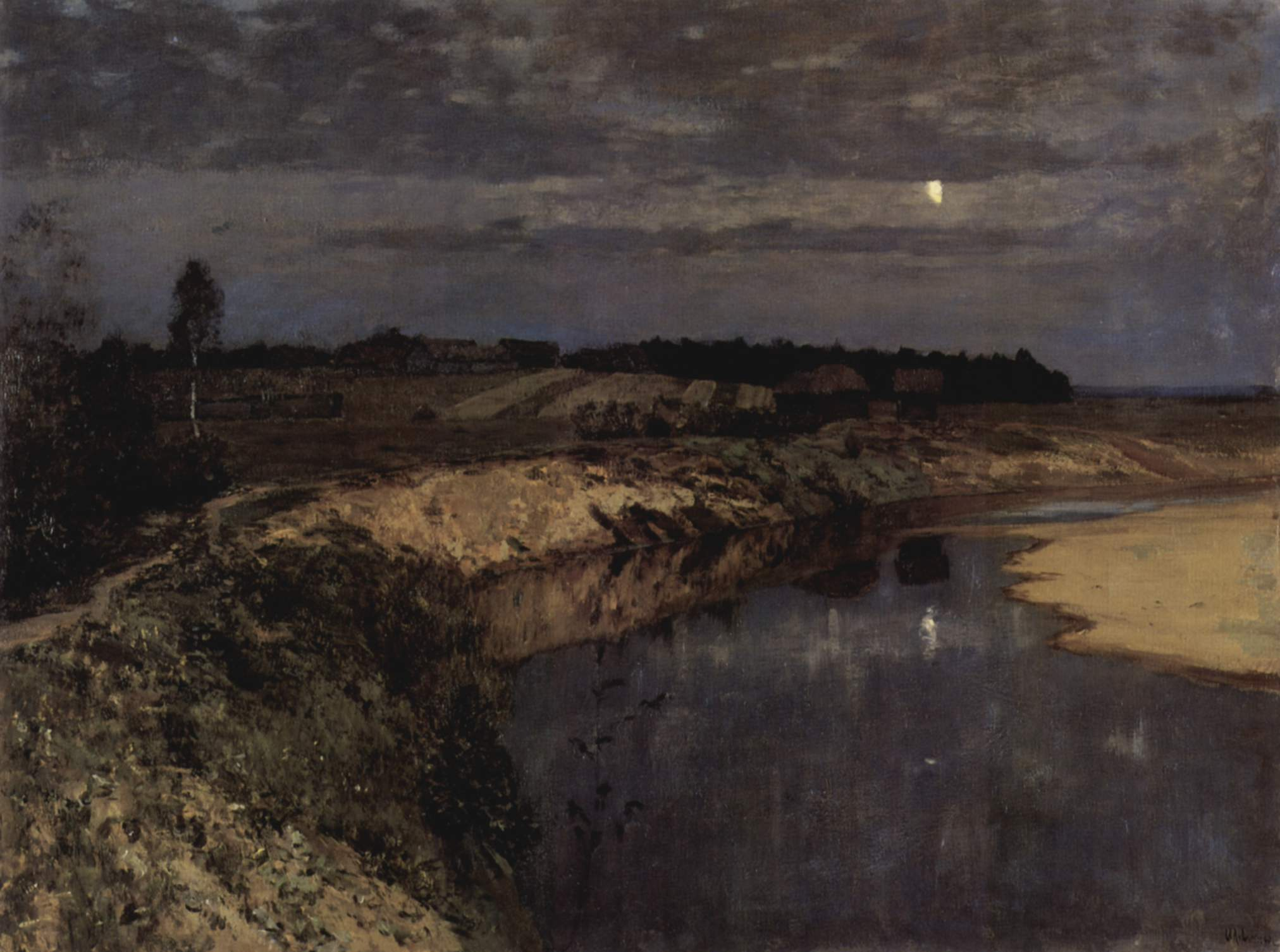
Silencio, 1898
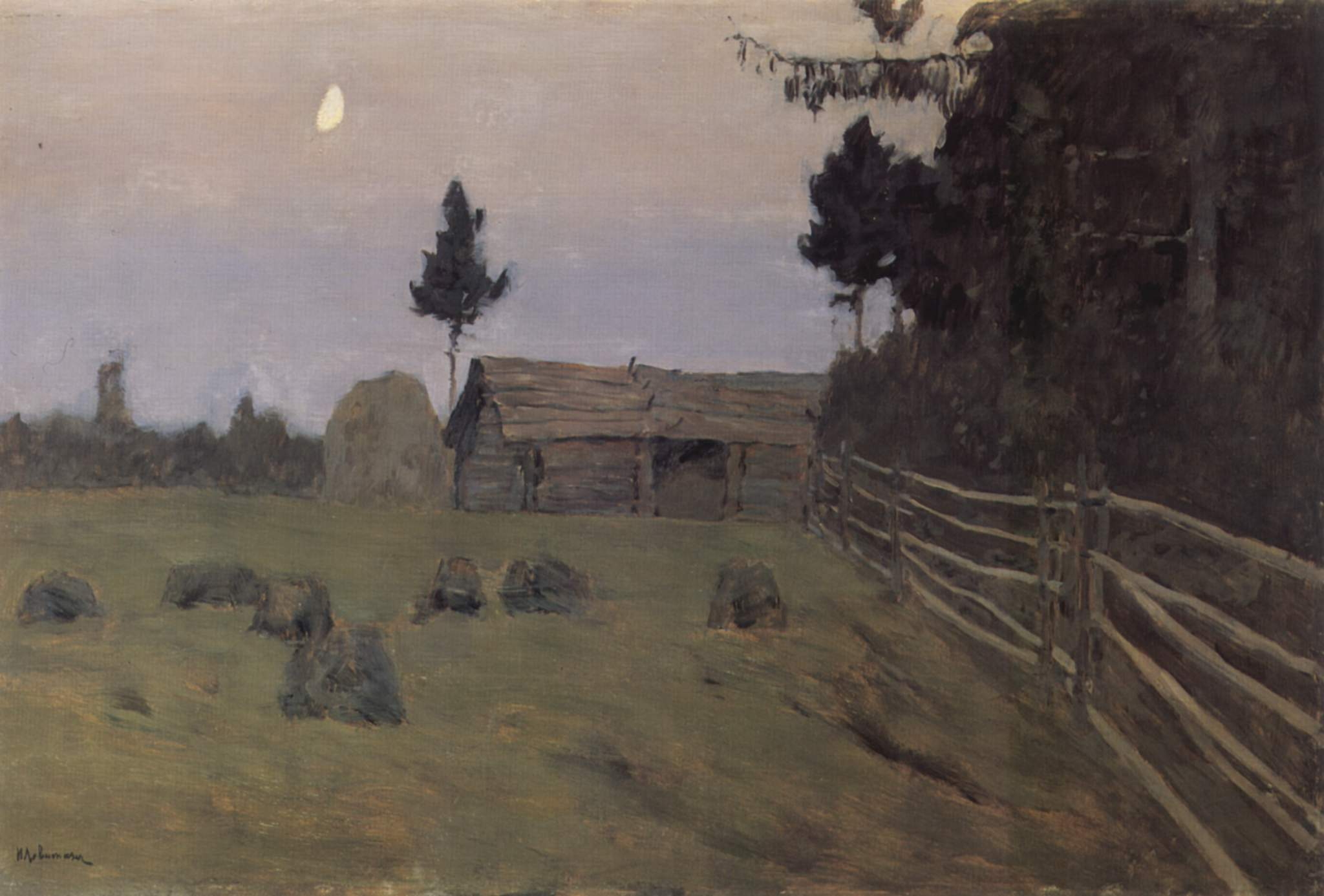
Crepúsculo, 1900

## Legado
El planeta menor 3566 Levitán, descubierto por la astrónoma Sovética Lyudmila Zhuravlyova en 1979 fue nombrado en su honor.